# Movistar Perú
 (juin 2021).
Si vous disposez d'ouvrages ou d'articles de référence ou si vous connaissez des sites web de qualité traitant du thème abordé ici, merci de compléter l'article en donnant les références utiles à sa vérifiabilité et en les liant à la section « Notes et références ».
 (mai 2021).
La mise en forme du texte ne suit pas les recommandations de Wikipédia : il faut le « wikifier ».
Les points d'amélioration suivants sont les cas les plus fréquents. Le détail des points à revoir est peut-être précisé sur la page de discussion.
- Les titres sont pré-formatés par le logiciel. Ils ne sont ni en capitales, ni en gras.
- Le texte ne doit pas être écrit en capitales (les noms de famille non plus), ni en gras, ni en italique, ni en « petit »…
- Le gras n'est utilisé que pour surligner le titre de l'article dans l'introduction, une seule fois.
- L'italique est rarement utilisé : mots en langue étrangère, titres d'œuvres, noms de bateaux, etc.
- Les citations ne sont pas en italique mais en corps de texte normal. Elles sont entourées par des guillemets français : « et ».
- Les listes à puces sont à éviter, des paragraphes rédigés étant largement préférés. Les tableaux sont à réserver à la présentation de données structurées (résultats, etc.).
- Les appels de note de bas de page (petits chiffres en exposant, introduits par l'outil «  Source ») sont à placer entre la fin de phrase et le point final[comme ça].
- Les liens internes (vers d'autres articles de Wikipédia) sont à choisir avec parcimonie. Créez des liens vers des articles approfondissant le sujet. Les termes génériques sans rapport avec le sujet sont à éviter, ainsi que les répétitions de liens vers un même terme.
- Les liens externes sont à placer uniquement dans une section « Liens externes », à la fin de l'article. Ces liens sont à choisir avec parcimonie suivant les règles définies. Si un lien sert de source à l'article, son insertion dans le texte est à faire par les notes de bas de page.
- La présentation des références doit suivre les conventions bibliographiques. Il est recommandé d'utiliser les modèles {{Ouvrage}}, {{Chapitre}}, {{Article}}, {{Lien web}} et/ou {{Bibliographie}}. Le mode d'édition visuel peut mettre en forme automatiquement les références.
- Insérer une infobox (cadre d'informations à droite) n'est pas obligatoire pour parachever la mise en page.

Pour une aide détaillée, merci de consulter Aide:Wikification.
Si vous pensez que ces points ont été résolus, vous pouvez retirer ce bandeau et améliorer la mise en forme d'un autre article.
Movistar (officiellement Telefónica del Perú SAA) est la filiale de la société multinationale de télécommunications Telefónica au Pérou.
Il est actuellement l'opérateur de téléphonie mobile avec le plus de clients au Pérou, avec un total de 15,4 millions (en septembre 2018) suivi de  Claro et  Entel avec 12, 8 millions d'abonnés, ce qui lui confère une prééminence sur le marché national et une position de leader lors du lancement de produits plus innovants et services de téléphonie mobile sur le marché local.

## Histoire
Elle a été constituée dans la ville de Lima par acte public daté du 25 juin 1920 sous le nom de Compañía Peruana de Telefonos Limitada (CPTL) pour fournir des services téléphoniques locaux. Par la suite, elle n'a pas adopté la forme d'une société anonyme et la dénomination «Compañía Peruana de Telefonos S.A.» »( CPT ).
Pour sa part, en 1969, la «Empresa Nacional de Telecomunicaciones del Perú SA» »(« Entel Perú SA »») a été créée, sur la base de la «Compañía Nacional de Telecomunicaciones del Perú Ltda».  '(filiale de ITT Corporation) et'- Sociedad Telefónica del Perú SA (filiale de Ericsson), qui administraient respectivement les services téléphoniques dans le nord et le sud du pays et étaient expropriée par le gouvernement militaire de Velasco Alvarado en 1973. Entel Peru était la société chargée de fournir des services téléphoniques locaux en dehors de Lima, ainsi que des services interurbains nationaux et internationaux, de télégraphie et de télécommunications par satellite basés sur la station terrienne de Lurín.
L'État péruvien contrôlait les deux sociétés jusqu'en 1994, année au cours de laquelle il a vendu aux enchères les actions des deux dans le cadre d'un processus de privatisation.
Telefónica Perú Holding S.A.C., dirigée par Telefónica Internacional S.A. de España (TISA), une société ayant des investissements importants dans diverses sociétés de télécommunications en Amérique latine, a remporté l'enchère et a acquis 35% du capital social de Empresa Nacional de Telecomunicaciones S.A. et 20% du capital social du CPT, dans lequel il a apporté un apport en capital supplémentaire de 612 millions de dollars EU. Selon les informations officielles du rapport annuel 2008, le 16 mai 1994, Telefónica Perú Holding S.A. Elle a payé le prix offert lors de la vente aux enchères, qui représentait un investissement total de 2 002 millions de dollars américains et contrôlait 35% des deux sociétés. Le 31 décembre 1994, CPT a absorbé Empresa Nacional de Telecomunicaciones S.A. dans le cadre d'un processus de fusion. et, conformément à la loi générale sur les sociétés, le 9 mars 1998, Telefónica del Perú a adopté le nom de Telefónica del Perú S.A.A., qu'elle conserve à ce jour. Telefónica del Perú appartient au groupe économique de Telefónica S.A., une société espagnole dédiée au secteur des télécommunications.
Au cours des dix dernières années, le groupe Telefónica a donné une impulsion transcendantale aux télécommunications au Pérou en installant plus de deux millions de lignes téléphoniques, deux cent mille connexions Internet haut débit et plus d'un million neuf cent mille téléphones portables.
Depuis le 22 janvier 2011, tous les produits proposés par Telefónica del Perú (téléphonie fixe, téléphonie mobile, internet et télévision par abonnement) ont changé, s'unifiant avec la marque Movistar. Auparavant, elle opérait sous le nom commercial de "Telefónica Movistar", mais après la fusion avec "BellSouth Peru", sa division de téléphonie mobile a commencé à s'appeler Movistar.
Le 31 août 2011, il a arrêté et annulé le service de téléphones portables dotés de la technologie CDMA.
Pedro Cortez Rojas est directeur général de Telefónica del Perú depuis janvier 2019.